# Голованов, Александр Иванович (полковник)
Александр Иванович Голованов (26 февраля 1895 года, г. Киржач, Владимирская губерния — 26 января 1955 года, Москва) — советский военный деятель, полковник (1939 год).

## Начальная биография
Александр Иванович Голованов родился 26 февраля 1895 года в городе Киржач ныне Владимирской области.
Работал в Петрограде слесарем в частной мастерской на Лиговской улице и в трамвайном парке на Васильевском острове.

## Военная служба

### Первая мировая и гражданская войны
В мае 1915 года призван в ряды Русской императорской армии и направлен на учёбу в школу военных мотоциклистов, дислоцированную в Новгороде, после окончания которой в октябре А. И. Голованов в чине унтер-офицера направлен в 7-й военный мотоциклетный отдел в Петрограде, а в феврале 1916 года переведён на Кавказский фронт и служил в составе экспедиционного корпуса под командованием генерала Н. Н. Баратова, действовавшего в Персии.
С июля 1916 года лечился в лазарете по болезни и по выздоровлении в сентябре того же года направлен в 223-й запасной пехотный полк, дислоцированный в Александрополе, в октябре переведён в 218-й запасной пехотный полк в Тифлисе, а в ноябре назначен командиром взвода в составе 16-го Туркестанского стрелкового полка (2-й Туркестанский армейский корпус, Туркестанский военный округ). С сентября 1917 года находился в распоряжении Петроградского воинского начальника, однако с октября лечился в лазарете «Лефортово» по болезни и в декабре старший унтер-офицер А. И. Голованов был демобилизован, после чего вернулся на родину в г. Киржач.
20 февраля 1918 года призван в ряды РККА и назначен командиром взвода в Екатеринбургском отряде, а в декабре переведен в полк железнодорожной обороны (3-я армия, Восточный фронт), в составе которых принимал участие в боевых действиях против войск под командованием А. В. Колчака.
В октябре 1919 года А. И. Голованов направлен на учёбу на 2-е Екатеринославские инженерные курсы, которые в ноябре 1920 года влились во 2-е Киевские инженерные курсы, вскоре преобразованные в 3-ю Киевскую военно-инженерную школу. В мае 1921 года окончил школу и назначен на должность помощника комиссара 69-х Киевских пехотных курсов.
В сентябре 1921 года направлен на Уманские пехотные курсы, на которых служил командиром взвода и роты. В сентябре 1922 года назначен командиром роты в Житомирском батальоне ЧОН, а затем Коростеньской отдельной ротой ЧОН.

### Межвоенное время
В июле 1923 года направлен на учёбу на Харьковских высшие повторные курсы старшего комсостава Украины, после окончания которых с июня 1924 года служил в 299-м стрелковом полку (100-я стрелковая дивизия, Украинский военный округ) на должностях начальника полковой школы и командира батальона.
С сентября 1927 года учился в Высшей военно-педагогической школе в Ленинграде, после окончания которых в сентябре 1928 года назначен преподавателем военной администрации в Объединённой военной школе имени ВЦИК в Москве. В ноябре 1930 года направлен на учёбу на бронетанковые курсы усовершенствования и переподготовки комсостава РККА в Ленинграде, после окончания которых в январе 1931 года вернулся в объединённую военную школу, в которой служил на должностях преподавателя военной администрации, начальника штаба батальона курсантов и руководителя мотомеханизированного дела.
С мая 1935 года служил помощником командира и исполняющим должность командира 174-го стрелкового полка в составе 58-й стрелковой дивизии (Украинский военный округ), с декабря 1936 года преподавателем тактики на курсах «Выстрел», с августа 1939 года — старшим помощником инспектора пехоты Управления фронтовой группы в Чите, а с июня 1940 года — старшим помощником инспектора пехоты в Инспекции пехоты Дальневосточного фронта.

### Великая Отечественная война
С началом войны находился на прежней должности.
В октябре 1941 года назначен на должность начальника Хабаровского пехотного училища, однако 25 декабря того же года переведён на должность командира 312-й стрелковой дивизии, формировавшейся в городе Славгород (Алтайский край). После окончания формирования дивизия в период с 22 апреля по 13 мая 1942 года через Данилов, Солнечногорск, Можайск была передислоцирована в район Кожино, Старо-Николаевка и включена в состав 20-й армии.
10 августа 1942 А. И. Голованов освобождён от занимаемой должности и назначен заместителем командира 415-й стрелковой дивизии, которая принимала участие в боевых действиях в ходе Ржевско-Сычёвской наступательной операции и затем в боях юго-восточнее Ржева. С 9 декабря полковник А. И. Голованов исполнял должность командира этой же дивизии, ведшей боевые действия с целью перерезать железную дорогу Ржев — Вязьма. С прибытием нового командира дивизии полковник А. И. Голованов 4 января 1943 года вернулся на должность заместителя командира этой же дивизии.
В марте 1943 года назначен на должность начальника отдела боевой подготовки 20-й армии, в апреле 1944 года — на ту же должность в штаб 3-го Прибалтийского фронта, а 14 августа — на должность командира 85-й стрелковой дивизии, однако 10 сентября попал в автомобильную аварию, после чего лечился в военном госпитале и после излечения со 2 октября находился в распоряжении Военного совета 3-го Прибалтийского фронта.
В апреле 1945 года назначен на должность начальника военной кафедры Московского библиотечного института.

### Послевоенная карьера
После окончания войны находился на прежней должности.
Полковник Александр Иванович Голованов 14 декабря 1945 года вышел в запас. Умер 26 января 1955 года в Москве.

## Награды
- Орден Ленина;
- Два ордена Красного Знамени;
- Орден Красной Звезды;
- Медали.